# John Maddox
Pour les articles homonymes, voir Maddox.
Sir John Royden Maddox (27 novembre 1925 - 12 avril 2009) est un physicien de formation, également écrivain et journaliste britannique, membre de la Royal Society.

## Carrière
John Maddox est né à Penllergaer, près de Swansea, en 1925. Il est le fils d'Arthur Jack Maddox, fondeur dans une fabrique d'aluminium. Il étudie à l'école pour garçons de Gowerton. Il va ensuite au Christ Church College à Oxford, où il étudie la chimie, puis va au King's College de Londres, où il devient physicien. De 1949 à 1955, il donne des cours de physique théorique à l'université de Manchester. Il devient alors correspondant scientifique pour le Manchester Guardian, un poste qu'il occupe jusqu'en 1964. De 1964 à 1966, il est coordinateur au sein du Nuffield Science Teaching Project. Il devient ensuite rédacteur en chef de la revue Nature, un poste qu'il occupe deux fois : de 1966 à 1973 puis de 1980 à 1995. Il est par la suite directeur de la Nuffield Foundation de 1975 à 1979. En 1990, il mène une étude scientifique et critique de l'homéopathie.
Maddox a vécu à Londres, et parfois à Brecon en Gales du Sud. Il est marié à Brenda Maddox. Ils ont deux enfants : Bronwen Maddox et Bruno Maddox.

## Distinctions
Maddox est fait chevalier en 1995, puis il devient Honorary Fellow de la Royal Society en 2000. Il est fait défenseur émérite de la British Humanist Association et administrateur de la fondation Sense About Science.

## L'éditorial Sheldrake (1981)
Quand le livre A New Science of Life du biologiste britannique Rupert Sheldrake a été publié, en 1981, proposant de ce fait la théorie selon laquelle la résonance morphique est la base du comportement et de l'organisation physique au lieu de l'ADN, Maddox le dénonce de manière véhémente dans son éditorial A book for burning?. En 1994, il élabore un documentaire pour la BBC, à propos de la théorie de Sheldrake, qu'il qualifie d'hérésie.

## L'éditorial sur le SIDA (1983)
Maddox prend en charge en avril 1983 un éditorial intitulé No Need for Panic about AIDS dans lequel il relaye la pensée commune de l'époque à propos du SIDA, appelant les homosexuels à changer leur comportement, qu'il qualifie de « promiscuité pathétique », arguant même que le SIDA n'est pas un état de maladie.

## Publications
- Beyond the Energy Crisis
- Revolution in Biology
- The Doomsday Syndrome
- What Remains to Be Discovered: Mapping the Secrets of the Universe, the Origins of Life, and the Future of the Human Race,  (ISBN 0-684-82292-X), 1998 et  (ISBN 0-684-86300-6), 1999.